# Gaspar Sala i Berart
Gaspar Sala i Berart (Saragossa, 1605 - Perpinyà, 7 de gener de 1670) va ser un escriptor i polític català, autor de Lágrimas catalanas (1641). Va néixer a Saragossa, fill de pares catalans, i va entrar a l'orde dels agustins, el 1622 a Saragossa i el 1635 a Barcelona. Va ser un destacat portaveu de la revolució a la Guerra dels Segadors, contrari a Felip IV de Castella i partidari de la intervenció francesa. La seva obra Proclamación Católica a la magestad piadosa de Filipe el Grande, de final de 1640, es considera part d'un intent de les classes dirigents del Principat d'aconseguir la reconciliació amb la corona hispànica al principi de la guerra i la destitució del comte-duc Olivares, i evitar la invasió de Catalunya.
La Biblioteca de Fons Antic de la Universitat de Barcelona conserva una vintena d'obres que van formar part de la biblioteca personal de Sala, així com diversos exemples de les marques de propietat que van identificar els seus llibres al llarg de la seva vida.